# アサシン クリード III
『アサシン クリード III』（Assassin's Creed III）は2012年にユービーアイソフト・モントリオールが開発し、ユービーアイソフトが発売したステルスゲーム。アサシン クリードシリーズの第5作目。プレーヤーは現代人の主人公デズモンド・マイルズとして、18世紀のアメリカ独立戦争期に活躍したアサシンであるヘイザム・ケンウェイとコナー（ラドンハゲードン）の人生を追体験し、超古代文明の秘宝を巡るアサシン教団とテンプル騎士団の暗闘に関わる物語が展開される。
『アサシン クリード III レディ リバティ』とストーリーを共有しており、同作との連動要素もある。
2019年5月23日、様々な機能が改良・改善された、『アサシン クリードIII リマスター』がMicrosoft Windows、Xbox One、PlayStation 4、Nintendo Switch向けに発売された。

## ゲーム内容
物語は、1753年から1783年のフレンチ・インディアン戦争からアメリカ独立戦争の時代を描いている。
アメリカ独立に関する歴史的な事件（サラトガやバンカーヒルなど）が登場するが、物語の本筋はあくまでもコナーの人生である。また、ジョージ・ワシントン、ベンジャミン・フランクリン、チャールズ・リーらの歴史的に重要な人物も数多く登場し、物語の本筋に関わる。
ゲームエンジンはリベレーションまで使用されていたAnvilエンジンを一新したAnvil Nextが使用されている。本作は『アサシン クリード II』の発売後、『アサシン クリード ブラザーフッド』、『アサシン クリード リベレーション』の制作と並行して開発が行われてきた。
戦闘システムはより流動的に作り変えられ、ターゲットロックシステムなどが廃止された事で戦闘がよりスピーディーなものになっている。追加武器としてフリントロックピストルやマスケット銃などの火器やロープダートがあり、任意のタイミングでコンボに組み込む事が可能。近接武器にもトマホークなどが追加されており、ナイフと同時に扱う事が可能。
ユーザーインターフェースは刷新されており、前作までとは趣の異なる仕様となっている。
主人公がコナーに交代する際、木登りのシステムが解禁される。また、これを利用してフロンティアと呼ばれる未開拓地を探索する事も重要となる。フロンティアはブラザーフッドに登場したローマの約1.5倍の広さを誇り、そこに存在する様々な動物を狩猟し、皮や肉を換金する事ができる。
ミッションのいくつかは戦地を舞台にしており、大規模な戦闘が可能となっている。帆船を改造し海洋を探索する「海戦ミッション」が追加されている。

## プロット
本作は序盤（シーケンス3まで）においてヘイザム・ケンウェイの物語が展開される（偽主人公）。その後、シーケンス4より本来の主人公でヘイザムの息子であるコナー（ラドンハゲードン）の物語が展開される。

### ヘイザムの物語
前作の後、覚醒したデズモンド・マイルズは、ショーン・ヘイスティングスやレベッカ・クレイン、また父のウィリアム・マイルズと共に、ジュピターに教えられたニューヨーク近郊にある「宝物庫」を目指し、第一文明の遺跡に入る。しかし、さらに奥に向かうには「鍵」が必要だと判明する。そこでデズモンドは再びかつて来たりし者のジュピターと交信し、「鍵」の手がかりを求めて、再びアムニスで彼の祖先の一人ヘイザム・ケンウェイの記憶を追体験することになる。
1754年、イギリスのロンドン。アサシン教団のイギリス支部の長（エドワード）の息子で、自らもアサシンの教育を受けたヘイザムは、王立劇場にて一人の客を暗殺し、メダルを奪う。実は過去の経緯からヘイザムはテンプル騎士団員になっており、客の正体はアサシン教団員で、メダルは「宝物庫」の「鍵」であった。ヘイザムは騎士団の命令を受け「鍵」で開く「宝物庫」を探し、アメリカ植民地に旅立ち、チャールズ・リーら仲間を集める。その後、「宝物庫」の場所を知るモホーク族と取引し、族長の娘ガジージーオと協力してイギリス軍の指揮官エドワード・ブラドック殺す。そして教えられた「宝物庫」の扉を開こうとするが、持ってきた「鍵」では開かず、別の「鍵」が必要なことに気づく。

### コナーの物語
デズモンドはヘイザムの「鍵」が自分たちが探している奥に入るための「鍵」と推測し、次にヘイザムとガジージーオの息子ラドンハゲードン、後のコナーの記憶を追体験する。
1760年、モホーク族の村がリー率いるテンプル騎士団に襲撃され、母ガジージーオが殺される。復讐を誓い成長したラドンハゲードンは1769年に族長（ババ様）より、「宝物庫」を守ることが部族の義務だと教えられ、水晶を託される。水晶はジュノーと交信するためのものであり、彼女の「神託」によってアサシンとなる道を選び、族長の紹介で、いまや崩壊して存在しないアサシン教団の元指導者アキレス・ダベンポートの元を訪れる。しぶしぶ、ダベンポートはラドンハゲードンにアサシンの訓練を施し、植民地内で動きやすいようにと、イギリス人名で、亡くなった自らの息子の名でもある「コナー」の名を与え、送り出す。
コナーは復讐対象として、ヘイザムを含むテンプル騎士団の幹部6名の暗殺を狙う（これはヘイザムのシーケンスで仲間にした者たち）。結果として騎士団が暗躍するアメリカ独立戦争にも巻き込まれることになり、コナーは協力者を集めながら騎士団と暗闘する。4人目の標的ベンジャミン・チャーチを暗殺する過程で、実父ヘイザムと遭遇することになり、なりゆきから共闘しチャーチを殺害する。コナーとの出会いで1760年のモホーク族の村の襲撃やガジージーオの死を始めて知ったヘイザムは、大陸軍の総司令官ジョージ・ワシントンが王党派を支持する先住民を強制移住させようとしていることや、リーに命じて村を襲撃させたことなどを知る。コナーは父と協力する道を模索するが、ヘイザムはワシントンを排除してリーを新国家の指導者にしようとしていた。真相を知ったコナーであったがリーを許せないため、溝は埋まらず、決闘の末にヘイザムを殺害する。そして残るリーを殺害し、彼が所持していたメダル（「鍵」）を奪取する。コナーは故郷に戻るが一族は強制移住させられており村はもはやなかった。残されていた水晶から再びジュノーと交信したコナーは、「鍵」を隠すように命令を受け、ダベンポートの息子の墓に埋める。
一方、現在パートではテンプル騎士団のダニエル・クロスやウォーレン・ヴィディックの襲撃を受ける。デズモンドは捕まった父ウィリアムを救出し、クロスやヴィディックを殺害する。そして遺跡を動かす動力源と、コナーの記憶から「鍵」を手に入れたデズモンドは、神殿の奥に入る。そこではジュノーが待っており、デズモンドの命と引換えに大災害（業火）を防ぐことができ世界を救うことができるという。するとミネルヴァが現れ、ジュノーは自身の復活と人類の征服を企んでいると指摘する。ミネルヴァの提案する方法では災害は防げないが、デズモンドは生き残った人類の救世主となり、世界を復興させられるという。ジュノーは、ミネルヴァの案をデズモンドの死後に今と同じような争いが続くと批難する。
迷ったデズモンドは、ジュノーの提案に乗って自分の命を犠牲にする道を選びつつ、残された人類がジュノーに打ち勝つことに希望を見出す。
エピローグではコナーの物語の終わりとして1783年のことが語られる。コナーは愛国派を助け、テンプル騎士団を排除し、アメリカの独立に貢献したが、先住民たちは僻地に追いやられ、奴隷貿易も続き、コナーは自分のしたことが失敗であったと考える。

## 登場人物

### アサシン教団
コナー/ラドンハゲードン（Connor/Ratohnhaké：ton）
声 - 浪川大輔
本作の過去パート主人公だが、初登場はシークエンス4から。イギリス人のへイザムとネイティブ・アメリカン のガジージーオを両親に持ち、祖父は『IV』の主人公エドワード・ケンウェイ。
自然と共に暮らしていたが、ある日遭遇したテンプル騎士団のチャールズ・リーに集落を焼き払われ、母を失う。成長した彼は第一文明人の秘宝に導かれ村を発つ。その後アキレスに師事し、アサシン教団のアサシンとして成長した。コナーの名はアサシンとしての師、アキレスから便宜上名付けられたもので、公式などで紹介される「コナー・ケンウェイ」という名は厳密には誤りである。
自然を愛するモホーク族出身で自分達の文化に誇りを持っている為か、非常に慈悲深い性格で暗殺をあくまで最後の手段として捉えている。アメリカ独立にあたって、自分達ネイティブ・アメリカンの居場所を少しでも作るためにアサシンになることを決意するが、理想を追い求める自分と現実に生きる人々との軋轢に苦しむ事となる。
戦闘ではモホーク族らしくサーベルとトマホークの二刀流を使用したり、弓や二挺のピストル、手持ち式に変形するアサシンブレードなど様々な武器を扱う。
本名のラドンハゲードン（Ratohnhaké：ton）とはモホーク語で傷のある人生、コナー（Connor）はゲール語で狼を愛する者であり、アルタイルを始め歴代主人公にある「鷲」にまつわるモチーフが名前に用いられていない。
アキレス・ダベンポート（Achilles Davenport）
声 - 辻親八
脚の障害を理由にホームステッドの屋敷に隠居している元アサシン教団の導師。イギリス人とカリブ族の混血。
フレンチ・インディアン戦争終盤の1763年、ヘイザム率いるテンプル騎士団によって当時教団に所属していたアサシンは全滅させられ、教団は彼の代で衰退してしまっている。
ホームステッドの土地としての価値と、アサシン教団の要であることから命を狙われ、当初コナーが来るまでの間も屋敷の中で襲撃してくるイギリス兵から籠城する日々を送っていた。
教えを請うたコナーを一度は突き放すも、襲撃者達を打ち倒したコナーに強い意思を感じた事でアサシンとして育て上げた。
コナーからは考えの違いから反発される事もあったが愛されており、自分もまたラドンハゲードンに対し自身の息子であるコナーの名を与え愛していた。コナーの使用するアサシンブレードと衣装、ロープダートなどの装備は全てアキレスの物である。
ロバート・フォークナー（Robert Faulkner）
軍艦「アキーラ号」を所有する老航海士。アキレスによって紹介され、コナーの協力者となる。彼もまたアサシンの一人である。
かつて北海の亡霊と恐れられた同船で一等航海士としてテンプル騎士やイギリス軍と戦っていたが、1768年にイギリス艦フリゲートと海戦をした際に船が大破。ホームステッドに曳航させ、動かない愛船を見て酒を煽る日々を送っていた。
コナーによりアキーラ号が改修され復活してからは、彼を船長に任命し、共にカリブ海や東海岸の私掠船やイギリス軍、テンプル騎士団の一員であるニコラス・ビドルと対立する。
船の名前であるアキーラ（Aquila）はイタリア語およびラテン語で鷲を意味する。

### アサシンの協力者達
ステファン・シャフュー（Stephane Chapheau）
声 - 木村雅史
コナーの協力者の一人。ボストンの酒場でコックをしていたが、圧政に耐えかねてアサシンを志す。
元は一人でイギリス軍へ抗議を続けていたが、一方的な立ち退き要求や自宅を荒らされたことにより我慢が限界を超え、コナーやアダムズらと共にボストン茶会事件を決行する。
アサシンになったことにより料理人は辞めたが、調理場から離れたことに未練がある模様。
彼を仲間にすると、アサシンアビリティ「暗殺」「暴動」が使用可能になる。
クリッパー・ウィルキンソン（Clipper Wilkinson）
コナーの協力者の一人。ボストンでのイギリス軍の蛮行に対し、砦の兵士をたった一人で狙撃しようとしていた。
元々は中立の立場として事なかれ主義を貫いていたが、ボストン虐殺事件等のイギリス軍の行動を契機として愛国派として活動し、コナーに狙撃の能力を買われアサシンになる。
彼を仲間にすると、アサシンアビリティ「狙撃」が使用可能になる。
ダンカン・リトル（Duncan Little）
コナーの協力者の一人。アサシンの家系だが、自身は安定した生活を望んだためにアサシンにはならず、司祭をしていた。
ボストンでも平和に生活を送るはずだったが、テンプル騎士団の雇ったならず者連中により商人や住民が私刑に遭い、コナーがそれらを鎮圧したことで改めてアサシンを志す。
叔父のミコはかつてロンドンのオペラハウスでヘイザムに殺害されており、彼自身も遭遇している。シークエンス1メモリー2の終盤にヘイザムと出会う少年が彼である。
彼を仲間にすると、アサシンアビリティ「身辺警護」が使用可能になる。
ジェイコブ・ゼンガー（Jacob Zenger）
コナーの協力者の一人。ニューヨークで傭兵をしていた。
イギリス軍兵士として植民地へ来たが、その後退役。ニューヨークで傭兵生活を送っていたが、かつて居たイギリス軍の横暴に我慢ならず、仲間と反撃の算段を立てている時にコナーと出会いアサシンになる。
彼を仲間にすると、アサシンアビリティ「護送」が使用可能になる。
ジェイミー・クーリー（Jamie Colley）
コナーの協力者の一人。大火によりほとんど焼失したニューヨーク西部で医者をしていた。
狂犬病の野良犬が徘徊し、被災者に配られた毛布により発生した天然痘の蔓延する西部で医療活動を行っていた。
病気の発生源となった毛布を配給したのがイギリス軍、ひいてはその背後にいるテンプル騎士団であることが発覚したことで、アサシンになることを決意した。
彼を仲間にすると、アサシンアビリティ「待ち伏せ」が使用可能になる。
デボラ・「ドビー」・カーター（Deborah "Dobby" Carter）
コナーの協力者の一人。本作唯一の女性弟子アサシンである。
通称のドビーは十代の頃、男装して仕事をしていた事に由来する。そのため作中で名前が出る時は、すべてデボラではなくドビーと呼ばれている。
農民から作物を略奪し、商人を買収して農地に打撃を与えていたイギリス軍に対抗しようとしていたが、コナーの協力により解決。アサシンの道に進んだ。
コナーに対しては恋愛感情がある模様で、彼に対して「もし結婚する気になったら、真っ先に声をかけてよね」と言っている。
彼を仲間にすると、アサシンアビリティ「おびき出し」が使用可能になる。
ミコ（Miko）
ダンカン・リトルの叔父で、宝物庫の鍵を所有していたがヘイザムに殺害され強奪された。また、過去にコルシカ島で自身のアサシンブレードをヘイザムに奪われている。
ルイス・ミルズ（Louis Mills）
新大陸に向かうヘイザムを追跡する任を負った教団のアサシン。彼が乗船したプロヴィデンス号を他の船に襲撃させ、その混乱に乗じて暗殺を図るも圧倒的な力量差により殺害された。
またゲーム中のアニムス・データベースによると、「1755年に仕事を変えることを考えるようになった」とあるが、彼が船上でヘイザムに殺されたのは1754年のことである（これはゲーム序盤で彼がアサシンだと感づかせないためのミスリードだと思われる）。

### 大陸軍
ジョージ・ワシントン（George Washington）
声 - 加藤亮夫
後にアメリカ合衆国 初代大統領になる人物。高潔な精神や高い政治手腕を買われているが、自身も奴隷を使役している事の矛盾や軍事能力の低さを問われている。
内心では独立戦争の障害となる先住民の存在を忌み嫌っており、実はコナーの母を集落ごと焼き払った命令を下した人物であった事が終盤にて判明する。
その後、総司令官を引退した後にヨークタウンの戦いで「エデンの果実」を手に入れるが、それを使うことによって合衆国が崩壊するビジョンを見せられ、強大な力を恐れてコナーに果実を託した（シングルプレイ用DLC『ワシントン王の圧政』より）。
チャールズ・リー（Charles Lee）
声 - 森田順平
ヘイザムに従うイギリス軍人。テンプル騎士団の末端組織の構成員だったが、生真面目で忠誠心溢れる人間であったため、ヘイザムによりテンプル騎士団の一員に迎え入れられた。
数年後にジョンソン、ヒッキー、チャーチらと共にかつて来たりし者の遺跡のある土地、モホークヴァレーを手に入れるため、モホーク族の村に来る最中コナーと邂逅する。
直後にコナーの住む集落を焼き払い、彼の母親を殺害した事でコナーから生涯を懸けて追われる事となるが彼に焼き討ちを命じたのはワシントンである（先駆者の遺跡探索は『アサシン クリード ローグ』終盤で終了した事が判明する）。
生真面目が故に、酒と金と女が好きな遊び人気質のヒッキーとは馬が合わず、何かにつけては口論をしており、対照的に紳士的で野心溢れるヘイザムに心酔している。
イズラエル・パットナム（Israel Putnam）
声 - ふくまつ進紗
ワシントンの下に付き、前線でイギリス軍との戦闘を任されている将軍。ボストン郊外におけるバンカーヒルの戦いではコナーに協力を得てイギリス軍と戦う。
後にリーの陰謀により処刑されかかるコナーを救出した。
ラファイエット卿（Marquis de Lafayette）
声 - 鶴岡聡
ワシントンに賛同し、地位を捨ててフランス から大陸軍へ仕官した軍人。大陸軍兵士の訓練を担当し、実質的にワシントンの右腕的存在。
モンマスの戦いではリーの裏切りにより前線で窮地に陥るが、コナーと共に体勢を立て直しイギリス軍を撤退させることに成功する。
ポール・リヴィア（Paul Revere）
マサチューセッツ出身の銀細工師で版画家。愛国派に属する自由の息子達のメンバーでもある。
レキシントン・コンコードの戦いの前夜、ウィリアム・ドウズ・ジュニアやロバート・ニューマンらと共にレキシントン中の民兵に開戦を知らせて回った。これは後に『真夜中の騎行』として語り継がれることとなる。
ジェームズ・バレット（James Barrett）
レキシントン・コンコードの戦いのコンコード方面指揮官。
ジョン・パーカーの紹介とはいえ、戦いに直接関係無い原住民の若者であるコナーが、前線に参戦することに難色を示し、「英雄ごっこはよそでやれ」と突き放す。
しかし、戦闘後に両軍や住民からおびただしい犠牲者が発生したことに憤慨し悲しむ彼に対し、「お前のおかげで今日死なずに済んだ者も多い」と労った。
ベンジャミン・トールマッジ（Benjamin Tallmadge）
大陸軍少佐で、同軍の諜報組織カルパー・リングの司令。
コナーと直接関わることは少ししか無いが、カルパー・リングの情報を使ってヒッキーのワシントン暗殺計画を露見させ、釈放を遅れさせる等陰ながら支援していた。
また彼の父はアサシンだったが、本人は平穏な人生を送りたかったらしく、アサシンにはならずに一般人として生きていた。
ベネディクト・アーノルド（Benedict Arnold）
ハドソン川沿岸のウェストポイント砦防衛の任されている准将。追加DLCである『ベネディクト・アーノルド』および『ワシントン王の圧政』のみ登場。
ジョン・アンドレと結託して大陸軍を裏切り、ウェストポイントを2万ポンドでイギリス軍に引き渡そうとしたが、策略がコナーよって露見され、イギリス軍の砦攻撃の際に逃亡した。

### テンプル騎士団
ヘイザム・ケンウェイ（Haytham Kenway）
声 - 堀内賢雄
シークエンス3までの主人公。彼もマイルズ親子の先祖であり、『IV』の主人公エドワード・ケンウェイの息子である。
アサシンの家系で、10歳までアサシンとして訓練を受けていたが、ある時強盗に襲撃され父（エドワード）と姉を失った。アサシンとして凄腕の実力を持っており、満員のロイヤル・オペラ・ハウスで誰にも気付かれず対象を殺害した事さえある。
その正体はテンプル騎士団の一員であり、作中彼を追い詰めた船員ミルズはアサシン教団のアサシンであった。
無愛想で歯に物着せぬ態度であり敵を作ることが多いが、正義と平和を愛する男。しかしテンプル騎士団らしくその実現には「絶対の規律」が必要であるとも信じ切っている。
シークエンス4以降はテンプル騎士団長としてワシントン失脚と、代わりにリーを総督とする事を企む。
息子であるコナーが存在することは知っていたが、実際に対峙した際も（コナーを殺せる状況であったにもかかわらず）殺さずに一時休戦を要求するなど、どこか父親として彼を見る面も見受けられた。最期は不意を突いたコナーに殺害されるが、戦士として成長したコナーを誇らしく思っていたことも、最終的に彼の口にから語られた。
名前のヘイザム（Haytham）はアラビア語で「若き鷲」を意味する。
チャールズ・リー（Charles Lee）
詳細は上記参照。
トマス・ヒッキー（Thomas Hickey）
声 - 青山穣
ボストンに駐留しているイギリス軍兵士であり、テンプル騎士。ヘイザムが植民地に着任してからは彼の部下になる。
酒と金と女が好きという絵に描いたような道楽者で、そのため真面目なリーからはよく因縁を付けられている。本人も突っかかってくるリーの事は快く思っていない。
騎士団に入った理由も金目的で、任務をこなせば確実に報酬が手に入るからである。表面上一応忠誠を誓っていることもあってか、多少の素行不良でもヘイザムからのお咎めは無い。
ニューヨークで偽金製造をしつつワシントン暗殺計画を企て、彼を追ってきたコナーを拘束し、コナーの処刑中に暗殺を実行するが、処刑台から脱出したコナーに殺害される。
独立を掲げる愛国派や、大義を掲げるテンプル騎士と異なり、己の理想を追いかけて戦い続けるコナーを「甘ちゃん」と評した。
ウィリアム・ジョンソン（William Johnson）
イギリスの官吏、商人でテンプル騎士。ヘイザムが着任してからは彼の部下になる。
先住民の言語や習慣を学び、モホーク族を始めイロコイ連邦に取り入ってイギリスと橋渡しの役目を果していた。
それと同時に、植民地における茶法制定を利用して紅茶を密輸し、資金を稼いでいた。これがボストン茶会事件へと繋がることとなる。
スタンウィックス砦の交渉からイロコイ連邦との間に軋轢が出始め、最終的に武力行使で土地を奪おうとしたが、コナーによって暗殺された。
王党派の進出からイロコイ達を守る為に条約を持ち掛けたが「得をするのは白人だけ」と耳を貸さないコナーを「体は大人だが中身は子供のまま」と評した
ジョン・ピトケアン（John Pitcairn）
イギリス軍の少佐でテンプル騎士。ヘイザムが着任してからは彼の部下となる。
フレンチ・インディアン戦争では北米方面軍に従属し、隊長であるブラドックの反感を買い処刑されかけたが、ヘイザムの機転で難を逃れる。
その後はレキシントン・コンコードの戦いで進軍するが大陸軍に阻まれてブリーズヒルに撤退。バンカーヒルの戦いで再度進軍するも、コナーによって暗殺された。
彼自身は欲が無く、和平交渉を水面下で進めていたのだが、彼の死によって両軍和解の道は白紙に戻った。
ベンジャミン・チャーチ（Benjamin Church）
声 - 小形満
ボストンに居を構える外科医のテンプル騎士。最初期メンバーの中では唯一イギリス軍ではなく、大陸軍所属の軍医。ヘイザムが着任してからは彼の部下となる。
元々人助けのために医者になったが、金が無いと不自由な事から金銭中心の考えに改める（金が無いなら助ける命も見捨てる、というモットーはヘイザムすら呆れさせた）。
そのため情勢の変化や金回りの有無で組織に取り入っては裏切りを繰り返し、ヘイザムと出会う前もイギリス軍に処刑されかけていた。
最終的に忠誠を誓ったテンプル騎士団をも裏切り、王党派に情報と物資を横流ししていたが、共同戦線を張ったヘイザムとコナーによって追い詰められ、暗殺された。
ニコラス・ビドル（Nicholas Biddle）
イギリス海軍に属していたが、独立戦争の開始に合わせてワシントン率いる大陸軍に寝返った。
海軍時代にナンタケット島の宿屋でチャーチによりテンプル騎士団への勧誘を受け、この時点から一員となっていた。
大陸軍仕官以降は将校となり、フリゲート艦ランドルフ号を与えられイギリス艦に私掠行為を繰り返していた。
最終的には愛国派を裏切り沿岸部の商船を襲撃して回ったが、コナーによって殺害された。この裏切りの本当の目的は大陸海軍の重要性をワシントンに知らしめるためのマッチポンプ行為であった。
レジナルド・バーチ（Reginald Birch）
ヘイザムの父エドワードの主賓資産管理人であり、当時のテンプル騎士団イギリス支部総長。
エドワードが殺されて以降はヘイザムの後見人の立場となり、彼の勧誘によりヘイザムはテンプル騎士団へと身を移すこととなる。植民地でかつて来たりし者の遺跡捜索を命じたのも彼である。
本ゲームの小説版である『Assassin's Creed: Forsaken』によれば、そもそもエドワードを殺害し資産を強奪したのがこのバーチ本人であり、その事実を知ったヘイザムにより後に殺害されることとなる。
エドワード・ブラドック（Edward Braddock）
声 - 木村雅史
イギリス軍少将であり、フレンチ・インディアン戦争の北米方面軍最高司令官で、テンプル騎士団の一人。かつてヘイザムが任務で共にしていた頃、兄弟と呼び誓ったほどの仲であった戦友。
若き日のジョージ・ワシントンやジョン・フレイザーらを率いてデュケイン砦を攻略するため進軍したが、ヘイザムと先住民の連合隊により作戦を阻まれ暗殺される。
激情家かつ冷血漢で、過去にベルヘン・オプ・ゾーム包囲戦にて一般住民を虐殺したため、のちヘイザムは彼と袂を分かっていた。

### 大陸会議関係者
サミュエル・アダムズ（Samuel Adams）
ボストンの弁護士。後に大陸会議においてアメリカ独立宣言を起草する人物。
印紙法や茶法による植民地課税政策に異議を唱え、ボストン駐軍に対し抗議活動を行っている（これらの行動が最終的にボストン虐殺事件に繋がることとなる）。
革命を起こさなければ事が進展しないと判断し、コナー、シャフュー、リヴィア、そして自由の息子達らと共にボストン茶会事件を実行。イギリス本国における耐え難き諸法制定のきっかけとなるが、独立を支持する民衆の心を掴むことに成功する。
ベンジャミン・フランクリン（Benjamin Franklin）
数々の実験や発明により後世に異名を残す発明家で政治家。アメリカ独立宣言を起草し署名する一人。
ボストンに住み始めた当初、偽名で出版した『貧しいリチャードの暦』の原稿を紛失した時にヘイザムに助けてもらい、独立宣言署名の際に息子であるコナーとも知り合う。
作中のヘイザム編とコナー編の両ストーリーにおいて、親子共々関わる唯一の人物である。彼の発明品はよろず屋、およびホームステッドの帳簿から製作可能。
トーマス・ジェファーソン（Thomas Jefferson）
独立宣言起草者の一人であり、後に3代目アメリカ合衆国大統領となる人物。
本編中ではコナーと関わらず、追加DLCである『ワシントン王の圧政』のみ登場。ワシントンの暴走に対して、アダムズやイギリス兵と共に立ち向かう。

### ホームステッドの住人達
テリーとゴドフリー（Terry & Godfrey）
ニューヨークからホームステッドに移住してきた木こりの二人。黒い帽子がテリー、赤い帽子がゴドフリー。
テリーが川で溺れた時にコナーが助けたことが縁となり、ホームステッドにおける最初の住人となる。入植後は彼らから木材を購入可能になる。
それぞれダイアナ（Diana）とキャサリン（Catherine）という妻がおり、また子供達も数人いる。
非常に仲が良いが些細なことでケンカをすることも多く、コナーに仲裁されることもしばしばある。
ランス（Lance O'Donnell）
ボストンからホームステッドに入植した大工。
イギリス軍の横暴に楯突いたため、王党派に店を追い出され、逃げ延びたホームステッドで処刑されそうになっていたところをコナーに助けられる。
弟子にパトリック・オハラ（Patrick O'Hara）という男がいたが、ランスが追い出された後に彼の道具や設計図をくすねており、それらもコナーによって奪還された。その設計図により折りたたみ椅子を発明した。
また彼のイベントを最後まで進めると、レオナルド・ダ・ヴィンチのある発明品を復刻し、歴代のプレイヤーをニヤリとさせてくれる。
ミリアム（Myriam）
自然を愛し、自然の中で生きる女性猟師。各地を転々としてホームステッドに辿り着いた。
正義感が強いため、密猟者に注意をしたところ反撃され重傷を負う。コナーが密猟者を撃退した後は、自然溢れるホームステッドで生活することを決める。入植後は彼女から毛皮と薬草を購入可能になる。
白いクーガーを狩る際にノリスと出会い、彼の熱心なアプローチによって最終的に結婚した。
ウォーレンとプリューデンス（Warren & Prudence）
独立戦争の折、イギリス軍により農地が焼き討ちされたため、ホームステッドに来た黒人夫婦。入植後は彼らから肉等の農産物を購入可能になる。
なかなか子宝に恵まれず、不妊を解決するため月見草のオイルを使用するなど努力を重ねた結果妊娠でき、無事男児を出産した。
後に入植するホワイト医師とは旧知の仲である。
ノリス（Norris）
カナダケベック州出身の鉱夫。イギリス軍兵士と一悶着起こした際にコナーと出会い、ホームステッドに移住する。入植後は彼から鉱物が購入可能になる。
白いクーガーを追ってきたミリアムに協力し、狩猟して以来恋心を抱き、熱烈なアタックをして彼女と結ばれる。
彼の本当の名前はノリスではなくモーリス（Maurice）なのだが、植民地の人間には正しく発音するのが難しいらしく、毎回名前を間違えられた結果訂正が面倒になったため「ノリス」を名乗り続けている。
同じく本名とは違う名前を名乗るコナーへ、違う名前を名乗ったとしても心は同じなのだと説いた。
オリバーとコリーン（Oliver & Corrine）
宿屋を経営していたが戦争の煽りで追い出され、最後に残った酒樽と共にホームステッドに入植した夫婦。
コナーや他の入植者の援助によりホームステッドに再び宿屋を構えられるようになり、住人やアキーラ号船員にとっての憩いの場となった。
ホワイト医師（Dr.White）
ボストンに住む医師。イギリス軍兵士を診療することを拒んだことで執拗ないやがらせを受けるようになり、いつしか「死神」「殺人医師」などと罵られるようになった。
ボストンでは自分を頼る患者もいなくなり、またプリューデンス達の妊娠の報告を聞いたことでホームステッドに移ることを決意。
教養があるため、字の読めないウォーレンやノリスらは彼に手紙を代読してもらっている。
ゲーム中、彼のアイコンは「Ly」と表示されるが、これは彼の名前がライル・ホワイト（Lyle White）であるため。
ビッグ・デイヴ（Big Dave）
ニューヨーク駐留のイギリス軍兵士だったが、鍛冶屋仕事をしたいがために無断で軍を飛び出した脱走兵。そのため司令官決裁で処刑されそうなっていたが、すんでのところをコナーに助けられる。
以降はホームステッドに入植し鍛冶屋を開業。しかし、デイヴの存在を聞きつけた軍により、兵士がたびたびホームステッドを襲撃。コナーや住人の協力もあってそれらを撃退し、ようやく平穏を享受することができた。
フルネームはデイヴィッド・ウォルストン（David Walston）だが、皆には気軽にビッグ・デイヴと呼ばせている。
エレン（Ellen）
ニューヨークで仕立て屋を経営していた女性。夫のクインチェント（Quincent）から暴力を振るわれており、コナーに助けられ娘のマリア（Maria）と共にホームステッドに移り住む。
しばらくは問題は起こらなかったが、後にクインチェントが用心棒を連れてホームステッドにエレンを連れ戻しに来る。その際はコナーや住民の助力もあってようやく彼らを退けることができた。
ノリスとミリアムの結婚式にて、ホームステッドの皆への感謝の印として旗を製作したと語り、最初の一つをコナーへと渡した。
ティモシー神父（Father Timothy）
神の言葉を広めるために、はるばるロンドンから植民地へ渡った神父。各地を巡りホームステッドに到着する。
コナーらの援助によりホームステッドに教会を建立し、敬虔な入植者やアキーラ号船員のために職務を全うした。ノリスとミリアムの結婚式もここで執り行われた。
エピローグでアキレスが亡くなって以降は、彼に代わってホームステッドの屋敷におけるミニゲーム「ファノロナ」の対戦相手を務める。

### その他
ガジージーオ（Kaniehtí：io）
声 - 深見梨加
コナーの母にして、ヘイザムの妻。
モホーク族の族母の娘で族長候補だったが、ヘイザムや他の先住民族と共にブラドックを殺害したことにより、候補から降ろされる。保守派の先住民族には珍しい行動派。
コナーを身ごもって以降はヘイザムと離れ村で過ごしていたが、リーによる村の焼き討ちでこの世を去る。
平和を得るためにはただ守るだけではなく、行動を起こさなければいけないという意志は息子のコナーに受け継がれた。
ガネンドゴン（Kanen'tó：kon）
コナーの幼馴染のモホーク族成年。あまり運動神経が良くないためか狩りや木登りがヘタで、彼により様々な技術を伝授された。
また、コナーが村を離れてアサシンになってからも、ホームステッドに会いに来たり、窮地の時は協力を仰いでいた。
焼き討ちを命じたのは愛国派のワシントンだという事実をいち早く掴み、本編終盤でリーの口車に乗ってその相対組織である王党派に着く。これにより二人の間に決定的な溝が乗じた。
最終的に愛国派を襲撃しようとしていたところをコナーによって殺害される。「イギリスが戦いを制すれば、またみんなが平和に暮らせるようになる」と死ぬ間際まで信じており、彼の死はコナーの心に深い傷痕を残した。
ババ様（Oiá：ner）
声 - 定岡小百合
コナーの時代のモホーク族の族長。母を失ったコナーを親身になって気遣ってくれていた。
イギリス軍や白人の植民地侵食に対しては、戦わずにじっと村を守る保守的な立場を貫いていた。これは村がかつて来たりし者の宝物庫の上に存在しており、テンプル騎士団から守るという目的もあったためである。
コナーは村を守るために戦っていたが、結局は先住民殲滅を謀る愛国派、植民地を手に入れたい王党派、遺跡を手に入れたいテンプル騎士団の三勢力相手には中立を貫くことができず、独立戦争終結に合わせて村の者達を率いて西へ移住した。
ダニエル・ブーン（Daniel Boone）
植民地各所を冒険し、未知の発見を求める探検家で猟師。友人数人と共に「フロンティア探検クラブ」を設立し、自らもそこのリーダーとして活動している。
フロンティアを始め様々な場所を旅しており、コナーとも各主要場所で出会うこととなる。
ビッグフット、首なし騎士、クラーケン、果ては未確認飛行物体まで発見したとコナーに語るものの、それらは自分が見たものの誇大解釈や、噂の又聞きに尾ひれを付けて話しており事実は若干違っている。
クラッターバック兄弟
兄のデヴィッド・クラッターバック（David Clutterbuck）と弟のリチャード・クラッターバック（Richard Clutterbuck）の二人。商船の砲撃手を生業としている船乗り。
元々はフォークナーの元で3年間砲撃手をしていたが、彼が姿を消してからはマーサズ・ヴィニヤードを起点に様々な商船や私掠船に雇われて生活をしており、アキーラ号復活と共にフォークナーに本格的に再雇用された。
ゲーム中の海洋ミッションにて、敵船に乗り込む際に乗組員にマスケット銃を渡したり、着艦時に敵船員に銃撃を放つなど活躍の場は多い。
アマンダ・ベイリー（Amanda Bailey）
マーサズ・ヴィニヤードにある宿屋の女主人。フォークナーとはアサシン教団に加入するまでの間恋仲だった。
大陸軍と同様の愛国派であり、宿屋（当時宿屋は酒場の面もあった）という立場を利用して王党派の情報を集めていた。特にニコラス・ピドルの裏切りに関する情報はコナー達に大きな益をもたらすこととなった。
メイソン・ロック・ウィームズ（Mason Locke Weems）
冤罪を受けたコナーがブライドウェル刑務所で出会った若き作家。収監後3ヶ月かけて密かに脱獄用の鍵を製作していた。
ワシントンの信奉者であり、コナーが話したワシントン暗殺計画に驚いていたが、計画を阻止するため脱獄に協力する。
釈放後はワシントンの偉業をたたえる本を執筆した（史実ではフランクリン自伝を執筆しており、また有名なワシントンの桜の樹の話を創作したのも彼である）。
エドワード・ケンウェイ（Edward Kenway）
本編では名前のみ登場する。コナーの祖父で、ヘイザムの父であるアサシン。
18世紀初頭に名声を得るためにカリブ海で海賊として暴れ回った。コナー自身もそれを伝え聞いており、アキーラ号の船長として心躍る自分に対し「血は争えないな」と皮肉っている。
次回作『アサシン クリード IV ブラック フラッグ』の主人公。

### 現代
デズモンド・マイルズ（Desmond Miles）
声 - 東地宏樹
シリーズ通しての現代パートの主人公で、アルタイルやエツィオ、そしてコナーらの直系の子孫。2012年現在における最後のアサシン。
前々作『アサシン クリード ブラザーフッド』の最後で昏睡状態に陥ったが、精神世界での被験体16号からの助力もあり、無事意識を取り戻した。
昏睡から覚めた彼は「エデンの果実」を求め宝物庫へと向かい、バージョンアップしたアニムスで独立戦争時代のアメリカのアサシン、ラドンハゲードンとシンクロし宝物庫の鍵の在り処を探る。
ウィリアム・マイルズ（William Miles）
声 - 石塚運昇
現代におけるアサシン教団の導師であり、主人公デズモンドの父。大導師亡き今は実質的な最高指導者。過去作から名前や声だけでは登場しており、前作のエンディングより姿を現した。
とにかくテンプル騎士団との勢力争いと、予言にあった太陽フレアによる世界滅亡回避を最優先に考え、息子であるデズモンドの事もないがしろにしていた。
そのため、宝物庫に関するコナーの記憶のことばかり執拗に欲したため、彼に「これじゃあ（アンタのやっていることは）テンプル騎士達と同じだ!」と咎められ、溝が深まる。
しかし、不器用ながらも息子の事も愛しているようで、遺跡の動力源の保管先で捕縛されたのをデズモンドに救出されて以降は、彼と和解した。
ショーン・ヘイスティングス（Shaun Hastings）
声 - 飛田展男
デズモンドやウィリアム達と共に行動するアサシンの一人。歴史や機械に強く、今作でもアニムスから彼の調べた作中の歴史や人物のデーターベースを閲覧できる。
宝物庫に侵入する際には、自らが置かれた状況を『不思議の国のアリス』になぞらえて呆れていたが、何よりも宝物庫に興味があったのは彼自身である。
遺跡調査の他、世界各地にある宝物庫の動力源の位置を割り出す役割もこなしている。
レベッカ・クレイン（Rebecca Crane）
声 - 渡辺明乃
デズモンドやウィリアム達と共に行動するアサシンの一人。機械オタクでアニムスを我が子の如く溺愛している。今回はアニムスのバージョンを3.0まで引き上げた。
昏睡状態にあったデズモンドを唯一気遣い、特に彼に対しシニカルに現実を突きつける発言をするショーンに叱咤する場面も見られる。
かつて教団を裏切ったクロスのことを心配しており、現在も彼の去就を気にし続けている。
ウォーレン・ヴィディック博士（Warren Vidic）
声 - 多田野曜平
名前だけも含めれば1作目から全ての作品に登場し続けているアブスターゴ社の博士。アニムス研究における第一人者でもある。
「エデンの果実」を探すことに異様なほど執着していて、情報を引き出すためにはアニムスに入れた被験者を殺すことも厭わない。今作でもデズモンドの持つリンゴを付け狙う。
自分の言う事を充実にこなす側近のクロスを、息子のように大事に思っている。
ダニエル・クロス（Daniel Cross）
声 - 大川透
アブスターゴ社の実務担当責任者で元アサシン。コミック作品『Assassin's Creed: The Fall』の主人公。
生後間もなくアブスターゴ社に攫われ、初期のアニムス計画の被験体として洗脳されたのち、ふたたびスパイとしてアサシン教団に戻されアサシンとしての技能を磨く。
アサシンとして一人前になり、アサシンブレードを大導師（ウィリアムの上にいた教団統率者）から授けられた時、その場で殺害。合わせて得た情報をアブスターゴ社に持ち帰り、世界各地のアジトがテンプル騎士により襲撃され、多くの者が命を落とした。
彼の過去の詳細と、その先祖のアサシンについては、上記の『Assasin's Creed: The Fall』で明らかになる。

## 開発
今作の開発は、2009年の『アサシン クリード II』発売直後からユービーアイソフトのシニアチームによって進められてきた。ユービーアイソフトが『アサシン クリード ブラザーフッド』を発表しその詳細が明らかになると、ゲームコミュニティの中では「これは『アサシン クリード III』なのか」という困惑が広がった。その際、開発陣は「『ブラザーフッド』は『III』ではなく、『III』には今までとは違う新しいキャラクターが登場する」と語っていた。モントリオールスタジオの開発陣も、『III』はいずれ発売されると言明していた。ゲームデザイナーのJean-François Boivinはシリーズのナンバリングタイトルでは、それぞれの数字にそれぞれ新しいメインキャラクターと新しい時代背景が用意されるとも発言している。シリーズの元クリエイティブディレクターであるパトリス・デジーレは以前、アサシン クリードシリーズは三部作として計画されているとし、『III』においてはアサシンたちが2012年の世界の終末を防ぐために、かつて来たりし者たちが遺したリンゴと神殿を探す時間との戦いが描かれるだろうと述べていた。また、デズモンドはこれらの神殿を探す為の手掛かりをつかむため、新たな先祖の記憶を辿ることになるとも述べている。
2011年10月には、リベレーションのクリエイティブ・ディレクターであるAlexandre Amacioが、シリーズの次回作は2012年12月より前に発売されるが自身はその制作を監督しないと発表した。この発売日の期日は、シリーズの現代編主人公であるデズモンドが2012年12月にその旅路を終えるという考えから来たものである。
ユービーアイソフトのCEOであるYves Guillemotは2011年11月8日の収支報告で、次の「主要な」アサシンクリードシリーズの作品は2012年中に発売されると確約した。Guillemotは、発売年の確約以外にはいかなる詳細を伝えることも拒んだ。Guillemotは『MCV』誌（『Market for Home Computing and Video Games』）に対して、毎年のペースで作品を出すことはブランド価値を薄める事にはならず、「需要を満足させる」ためには必要不可欠なことだと述べている。また、同じインタビューにおいて「今年（2012年）の作品はシリーズ最大規模となる」とも語っている
。
2012年2月、ユービーアイソフトは公式に本作の存在を認め、発売日が2012年10月30日であると公表した。Guillemotは続けて、パブリッシャーは今作に対してシリーズ史上最大規模の投資を行っていると述べた。
2012年2月29日、ベスト・バイの従業員がKotakuに対して本作の宣伝用画像を詳細情報と共に送付した。リークされた画像から、『III』の舞台はアメリカ独立前後の北米であり、少なくとも一部においては降雪地帯が描かれると予測された。ほぼ同時刻、ユービーアイソフトは「アサシンクリードに関する重大な発表」が「数日以内」に予定されているとシリーズの公式Facebookページで発表した。その発表にも、雪深い寒々とした画像が添えられていた。